# Тактаколь
Тактаколь (каз. Тақтакөл) — озеро в Жамбылском районе Северо-Казахстанской области Казахстана. Находится в 17 км к юго-западу от села Май-Балык. Находится в 1 км к юго-востоку от упраздненного села Целинное.
По данным топографической съёмки 1940-х годов, площадь поверхности озера составляет 5,78 км². Наибольшая длина озера — 3,8 км, наибольшая ширина — 2,7 км. Длина береговой линии составляет 12,8 км, развитие береговой линии — 1,49. Озеро расположено на высоте 156,4 м над уровнем моря.